# Vidor Marcell
Vidor Marcell, születési és 1898-ig használt nevén Weinberger Mór (Ungvár, 1876. április 21. – Budapest, 1945. május 24.) költő, író, újságíró. Neve gyakran Vidor Marcel alakban szerepel.

## Élete
Weinberger Zsigmond és Weisz Mária fiaként született. Jogi és kereskedelmi tanulmányait Budapesten végezte. 1921-ben a Magyar-Holland Szemle (Hongaarsch-Hollandsche Revue) szerkesztője lett. Az első világháború alatt haditudósító volt. Hangulatos, egyéni színű verseket és több egyfelvonásos színművet is írt. Az Írók Gazdasági Egyesületének (IGE) hosszú éveken át volt a pénztárosa. Halálát szívkoszorúér-elmeszesedés okozta.
Második felesége Telcs Sarolta (1901–1977) volt, Telcs Ede szobrász lánya, akit 1923. december 1-jén Budapesten vett nőül.

## Fő művei
- Hangok (versek, Budapest, 1897)
- Forró éjszakák (versek, Budapest, 1901)
- Egy asszony (versek, Budapest, 1903)
- Szürkület felé (versek, Ungvár, 1905)
- Az Arnó partján (versek, Budapest, 1908)
- Az éjszaka (színdarabok, Ungvár, 1910)
- Keletről jöttem (versek, Budapest, 1922)
- Őszi szerelem evangéliuma (versek, Budapest, 1923)
- Muzsikál az élet (versek, Budapest, 1925)
- Cselló (versek, Budapest, 1926)
- Aranyperec (regény, Budapest, 1940)
- Fizimiska - írók művészek kapásból (versek, Budapest, 1942)